# Cincinnati Subway

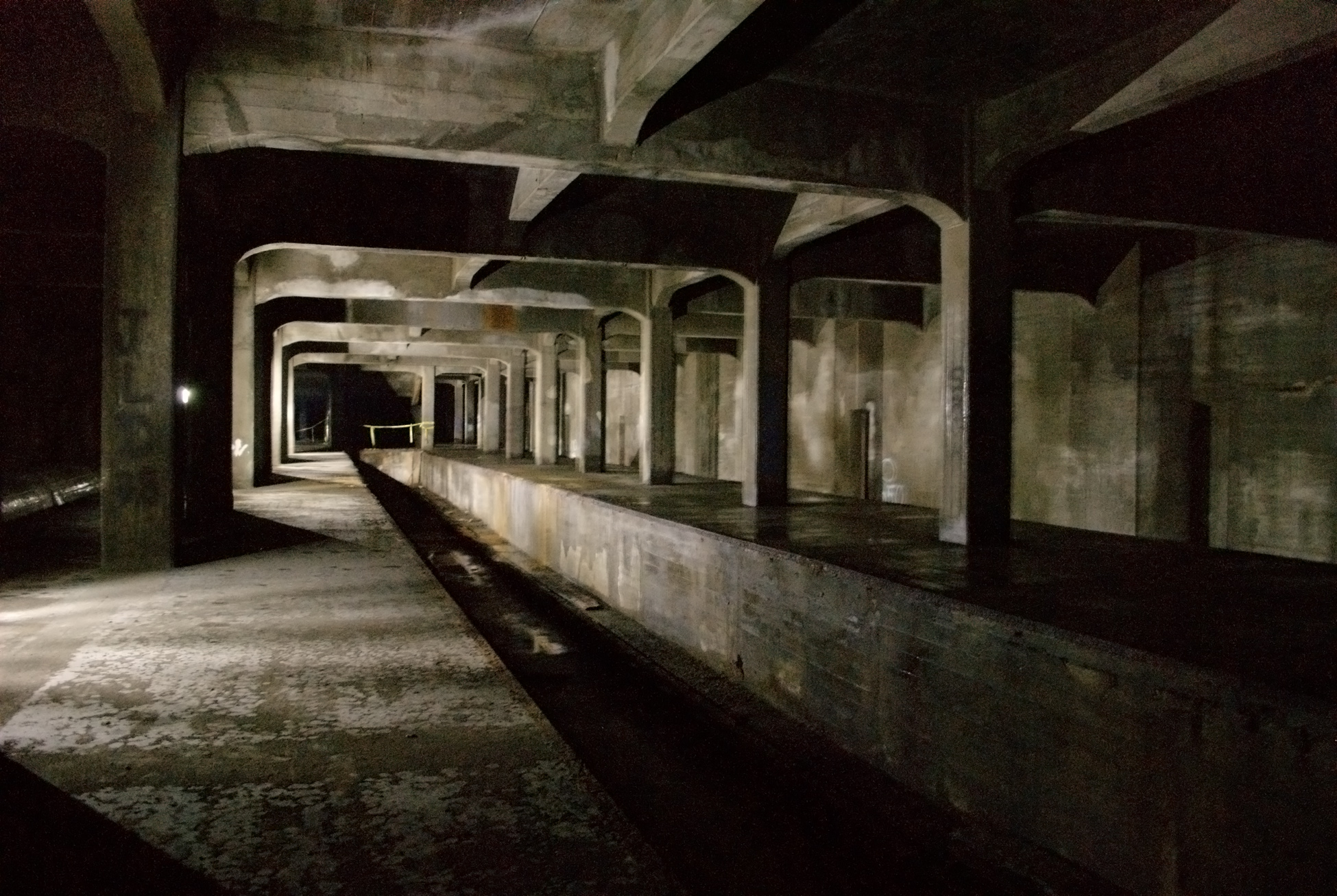
Cincinnati Subway - Race St. Station

Die Cincinnati Subway ist eine in den 1920er Jahren begonnene, jedoch nie vollendete U-Bahn in Cincinnati im Bundesstaat Ohio in den USA. Von der geplanten 16 km langen Strecke wurde lediglich ein etwa sieben Kilometer langes Stück zwischen Norwood und dem Central Business District bzw. Stadtzentrum errichtet, aber nie in Betrieb genommen. Für die U-Bahn wurden nur die Tunnelbauten auf besagtem Abschnitt mitsamt Bahnsteigen an den Stationen gebaut, aber keinerlei Gleise und sonstige technische Anlagen verlegt.

## Geschichte
Die Planungen für die Cincinnati Subway begannen 1912. Bei einer Abstimmung 1916 stimmten mehr als 80 % der Bevölkerung für die neue U-Bahn, obwohl Kosten von 12 bis 14 Millionen Dollar veranschlagt wurden. Mit den Bauarbeiten wurde aber erst 1920 nach dem Ersten Weltkrieg begonnen. Die prognostizierten Baukosten waren aber noch vor Baubeginn auf knapp sechs Millionen Dollar heruntergesetzt worden.
Während der Bauarbeiten kam es durch die Inflation aber zu einem Anstieg der Baukosten. Außerdem gab es Streitigkeiten mit den Nachbarstädten Saint Bernard und Norwood hinsichtlich Führung und Baukosten. Somit kam es bereits 1921 immer wieder zu erheblichen Verzögerungen beim Bau und die Baustelle lag oft wochenlang brach. 1923 waren die Tunnelabschnitte zwischen Norwood und Cincinnati fertiggestellt; bis 1927 waren schließlich auch die offenen Abschnitte weitgehend gebaut.
1928 kam es zu einem politischen Wechsel im Stadtrat von Cincinnati. Der neue Stadtrat sah die zunehmenden Baukosten – es wurden neun bis zehn Mio. Dollar zusätzlicher Finanzbedarf genannt – als Bedrohung für den städtischen Etat an und ließ das Bauprojekt stoppen.
Der Bau kam spätestens durch die Große Depression von 1929 und den Zweiten Weltkrieg zum Erliegen. In den 1950er und 1960er Jahren wurden die Tunnelmünder teilweise zugeschüttet und die offenen Abschnitte für den Straßenbau planiert.
Die Gesamtkosten des Projekts inklusive Zinsen beliefen sich auf 13.019.982,45 Dollar und wurden bis 1966 abbezahlt.

## Verlauf
Die Strecke sollte in einem Bogen die Stadt umrunden. Der bogenförmige Abschnitt war größtenteils an der Oberfläche und sollte mit einer unterirdischen Innenstadtstrecke enden. Dabei folgt die Strecke teilweise dem zeitgleich mit dem U-Bahn-Bau stillgelegten Miamikanal.

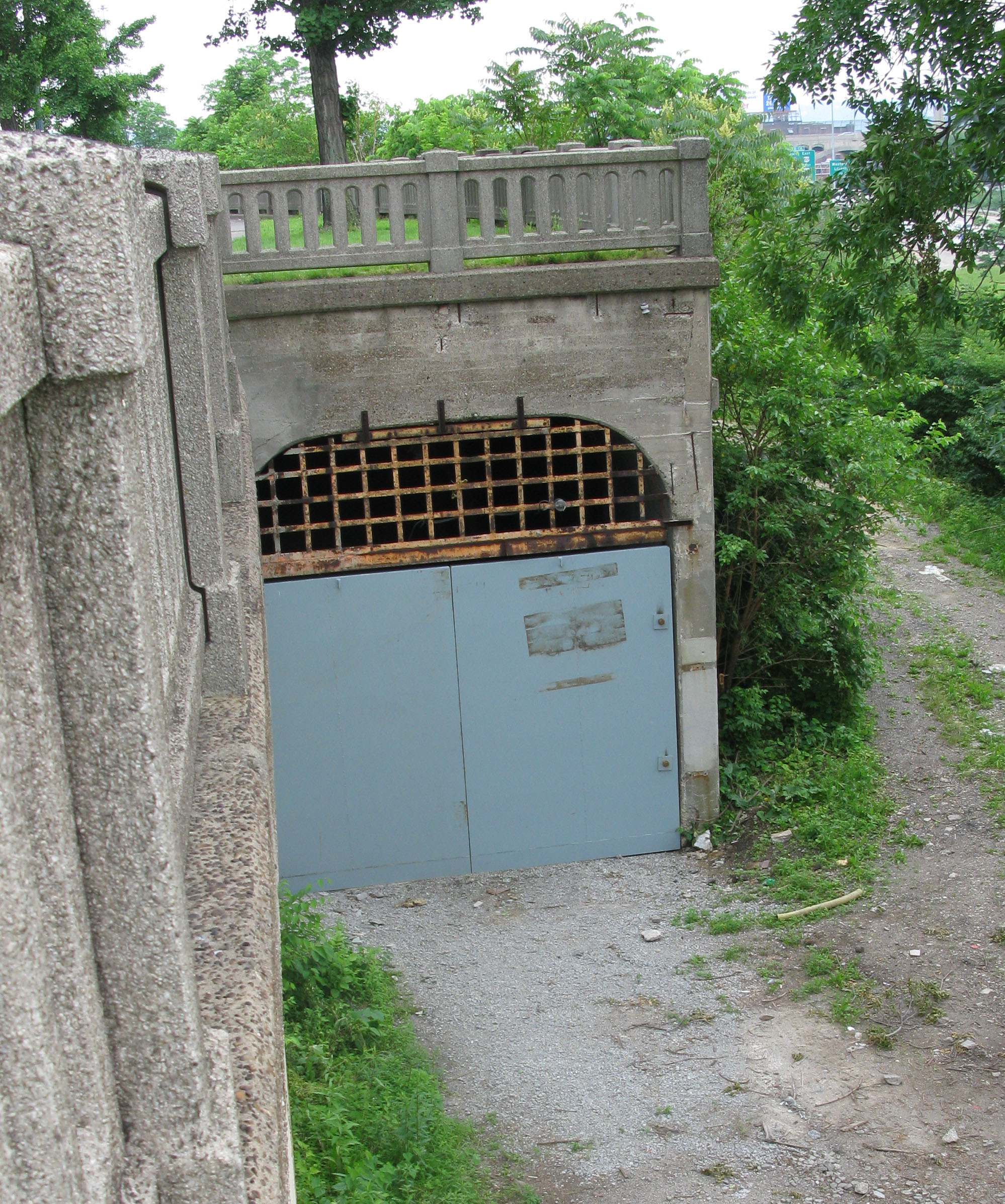
Westlicher Tunnelmund in Camp Washington

Die komplette projektierte Strecke verlief wie folgt: Die Strecke sollte an 4th Street und Walnut Street in der Nähe des Fountain Square beginnen. Von dort verlief sie entlang Walnut Street, um dann das ehemalige Bett des Miamikanals zu erreichen. Diesem sollte sie unterhalb der Central Parkway bis über die Mohawk und Brighton Bereiche Ludlow Avenue folgen. An den Western Hills endet der gebaute Abschnitt; ab hier sollte sie in die Oberfläche gelangen, mit einem kurzen Tunnel unter der Hopple Street, der nie vollendet wurde. Oberirdisch wäre es hier in einer Schneise im Kanalbett, die jetzt der Interstate 75 gehört, nach Saint Bernard verlaufen. Ab hier war ein weiterer Tunnel geplant gewesen, durchspickt mit offenen Abschnitten, bis zur Montgomery Road in Norwood. Über einen Hochbahnviadukt sollte ein weiterer U-Bahn-Tunnel unter der Harris Avenue erreicht werden, da auf dem Weg zum Norwood Park wieder an die Oberfläche gelangt wäre. Von hier wäre es weiter Richtung Süden entlang Beech Street durch die United States Playing Card Company Duck Creek Road gegangen. Außerdem war geplant, die Schleife komplett zu schließen, ebenfalls mittels verschiedener Tunnels und Hochbahnviadukte.

## Trivia
- Beim Bau stürzten mehrere Häuser ein.[5]
- Es würde 19 Millionen Dollar kosten, die Tunnel mit Bauschutt aufzufüllen. Eine Integration der Strecke in ein neues Stadtbahnnetz würde 2,6 Millionen Dollar kosten, dazu kämen aber noch weitere 100,5 Millionen Dollar für eine Reaktivierung und Restaurierung der vorhandenen Anlagen. Die Abschnitte wieder mit Wasser zu füllen, würde 14 Millionen Dollar kosten.[6]
- In Cincinnati befindet sich auch ein unbenutztes Transit-Centrum aus den 1990er Jahren nahe dem Footballstadion.[7]
- In Newark (New Jersey) befindet sich ebenfalls eine in einem ehemaligen Kanalbett errichtete U-Bahn (siehe Newark Light Rail).
- In der Fernsehserie Simpsons entdeckt Bart in Springfield ebenfalls eine vergessene U-Bahn, die sich aber in einem weiter ausgebauten Zustand befindet und früher mal intakt war.